# 申東順
申 東順（シン・ドンスン、朝鮮語: 신동순、1934年4月5日 - ）は、大韓民国の政治家、実業家。第10代韓国国会議員。本貫は平山申氏。キリスト教徒。
漢字では辛 東順とも表記される。夫は初代檀国大学校総長の張忠植。

## 経歴
日本統治時代の京畿道で現在の平沢市出身。梨花女子高等学校、ソウル大学校師範大学を経て、1960年淑明女子大学校家政大学卒。1971年南オレゴン州立大学修学。
檀国大学校・国民大学校家政学科講師、京畿大学校家政学科助教授、檀国大学校文理科大学助教授・副教授、社団法人救国女性奉仕団団員・諮問委員・事務総長、ポンブ観光株式会社会長を歴任。1978年の第10代総選挙に当選し国会議員を1期務めた。